# Westland Wapiti

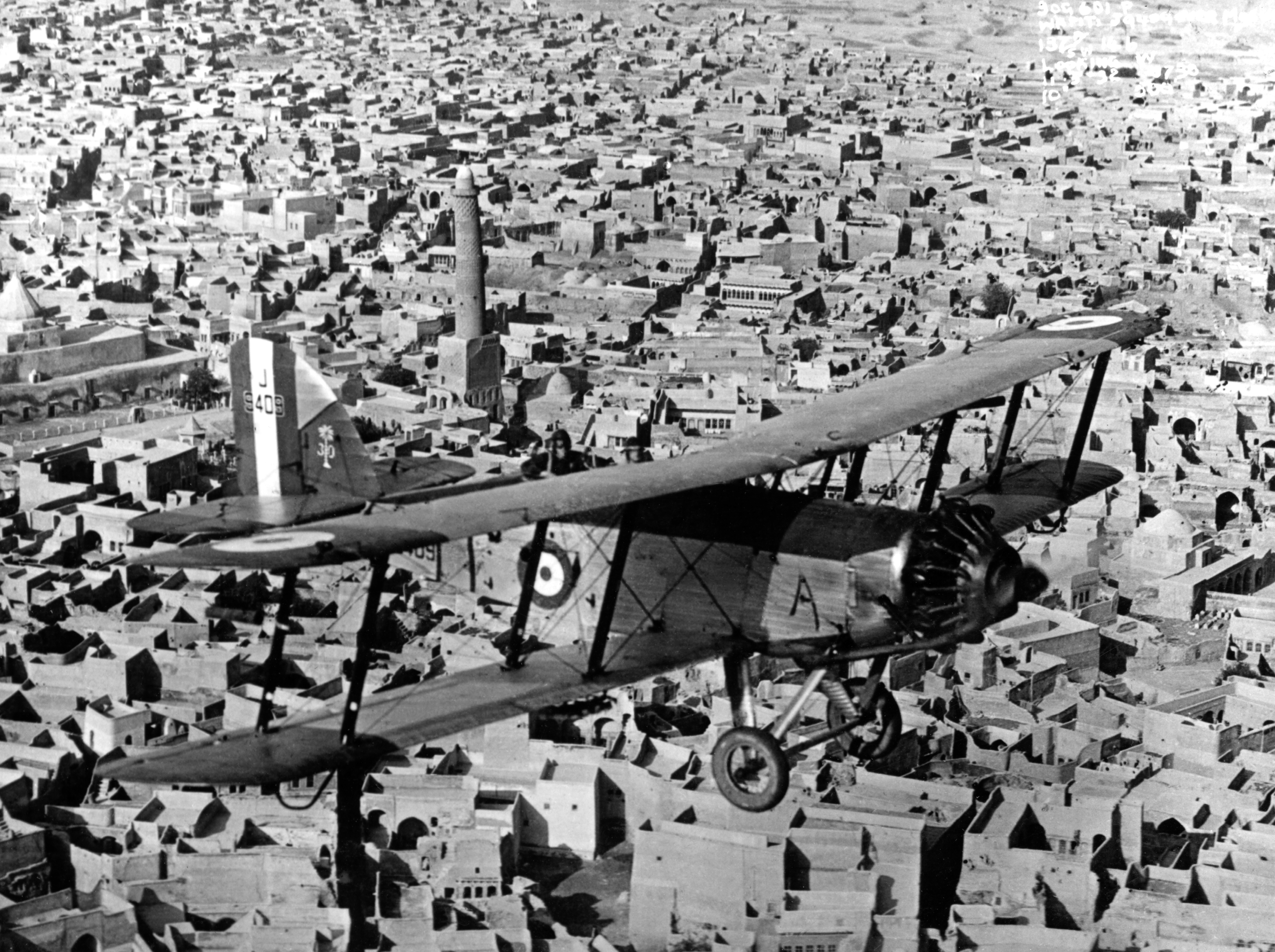
Eine Westland Wapiti der RAF am 11. März 1932 über dem Minarett und der Großen Moschee des an-Nuri in Mosul

Die Westland Wapiti war ein britisches zweisitziges Mehrzweckflugzeug der 1920er Jahre. Es war ein bei Westland Aircraft nach der Air Ministry-Ausschreibung 26/27 gebauter Doppeldecker, welcher die Airco D.H.9A in der Royal Air Force ersetzen sollte.

## Geschichte
Um Zeit zu sparen, verlangte die Ausschreibung des Air Ministry die Verwendung eines Großteils von Komponenten der Airco D.H.9A. Westland hatte dabei den Vorteil, bereits ein bedeutender Vertragsproduzent der D.H.9A zu sein, und erhielt den Auftrag für den Bau von 25 Flugzeugen. Der erste Prototyp startete am 7. März 1927 zu seinem Erstflug.
Die Wapiti war ein konventioneller Doppeldecker mit zwei hintereinanderliegenden offenen Pilotenplätzen. Das Muster kam bei der No.84 Squadron der RAF im Juni 1928 im Irak erstmals in den operativen Einsatz. Es wurde außerdem in Indien eingesetzt und kam auch bei den Australiern und Kanadiern zum Einsatz. Letztere setzten die Wapiti auch noch zu Beginn des Zweiten Weltkriegs ein.
Der Prototyp der Wapiti V mit der Registrierung G-AAWA wurde in Argentinien und Uruguay mit Schwimmern vorgeführt. Anschließend erhielt er unter der Bezeichnung Westland PV-6 (auch als Houston-Wallace bekannt) einen Bristol Pegasus-Sternmotor und die Registrierung G-ACBR. Dieses Flugzeug, gesteuert von Flt. Lt. D. F. McIntyre, sowie eine ihn begleitende Westland PV-3 waren am 3. April 1933 die ersten Flugzeuge, die den Mount Everest überflogen. Die PV-6 wurde später in Wallace Mk.I umbenannt und erhielt einige Verbesserungen. Insgesamt wurden 68 Wapitis zur Wallace Mk.I umgebaut.

## Militärische Betreiber
- Australien
  - Royal Australian Air Force
- Kanada
  - Royal Canadian Air Force
- China
- Britisch-Indien
  - Luftstreitkräfte Britisch Indiens
- Südafrikanische Union
  - South African Air Force
- Vereinigtes Königreich
  - Royal Air Force

## Varianten
Alle Varianten wurden von Westland in Yeovil gebaut

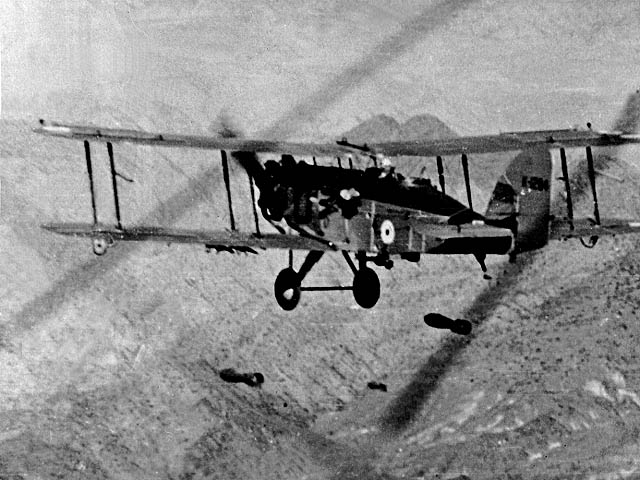

- Wapiti I – Erste Serienversion für die RAF. Angetrieben von einem 313 kW (420 PS) Bristol Jupiter IV Sternmotor. 56 Stück wurden gebaut.
- Wapiti IA – Verbesserte Version für die RAF und die RAAF. Angetrieben von einem Sternmotor Bristol Jupiter IIIF mit 358 kW (480 PS) und mit Handley-Page-Vorflügeln ausgestattet.
- Wapiti IB – wie IA jedoch mit geteiltem Hauptfahrwerk. Vier wurden an die Südafrikanische Luftwaffe ausgeliefert. Die Exemplare für die RAF wurden später mit dem 410 kW (550 PS) Armstrong Siddeley Panther bestückt.
- Wapiti II – Weiterentwicklung auf der Grundlage einer Ganzmetall-Struktur.
- Wapiti IIA – Großserienversion mit überarbeiteten Tragflächen und der Möglichkeit sowohl ein Fahrwerk als auch Schwimmer zu verwenden.
- Wapiti III – Zweisitziges Mehrzweckflugzeug für die Südafrikanische Luftwaffe. insgesamt 27 wurden in Südafrika in Lizenz gebaut.
- Wapiti V – Version mit verlängertem Rumpf, welche für das Wapiti-IV-Projekt entwickelt wurde. Angetrieben von einem 410 kW (550 PS) Bristol Jupiter VIIIF, 37 Exemplare wurden davon gebaut.
- Wapiti VI – Schulflugzeugversion für die RAF mit Doppelsteuer. 16 Flugzeuge dieses Typs wurden gebaut.
- Wapiti VII – Umgebaute Wapiti V, ursprünglich als Houston-Wallace P.V.6 bezeichnet, bevor sie zum Wapiti-VII-Experimentalflugzeug umgebaut wurde.
- Wapiti VIII – Version die im Wapiti IV-Projekt für die Zentralchinesische Regierung entwickelt wurde. Angetrieben von einem 382 kW (512 PS) Armstrong Siddeley Jaguar VI, 4 Exemplare wurden gebaut.

## Produktion
Abnahme der Westland Wapiti durch die RAF:
| Version            | 1927 | 1928 | 1929 | 1930 | 1931 | 1932 | Summe |
| ------------------ | ---- | ---- | ---- | ---- | ---- | ---- | ----- |
| Prototyp           | 1    |      |      |      |      |      | 1     |
| Mk.I               |      | 25   |      |      |      |      | 25    |
| Mk.II              |      | 10   |      |      |      |      | 10    |
| Mk.IIA             |      | 17   | 79   | 144  | 110  | 13   | 363   |
| IIA Indian Service |      |      |      |      |      | 32   | 32    |
| Mk.V               |      |      |      | 35   |      |      | 35    |
| Mk.VI              |      |      |      |      | 12   |      | 12    |
| Summe              | 1    | 52   | 79   | 179  | 122  | 45   | 478   |

## Technische Daten
| Kenngröße                   | Daten Wapiti IIA |
| --------------------------- | --- |
| Besatzung                   | 2 |
| Länge                       | 9,65 m |
| Spannweite                  | 14,15 m |
| Höhe                        | 3,96 m |
| Flügelfläche                | 45 m² |
| Leermasse                   | 1.732 kg |
| Startmasse                  | 2.449 kg |
| Höchstgeschwindigkeit       | 208 km/h in 1980 m Höhe |
| Dienstgipfelhöhe            | 5.730 m |
| Reichweite                  | 580 km |
| Triebwerke                  | 1 Bristol Jupiter VI Sternmotor mit 313 kW (420 PS) |
| Steigrate                   | 5,8 m/s |
| Flächenbelastung            | 57,9 kg/m² |
| Verhältnis Leistung/Gewicht | 0,127 kW/kg |
| Bewaffnung                  | ein nach vorne gerichtetes 0,303-inch-Vickers-Maschinengewehr, ein Lewis-MG auf einem drehbaren Ring am hinteren Cockpit, bis zu 580 pound (ca. 260 kg) Bombenzuladung |